# Akop Akopian
Akop Akopian (n. 29 mai 1866 - d. 13 noiembrie 1937) a fost un poet armean, întemeietorul literaturii proletare armene. Lirica este dedicată luptei pentru emanciparea maselor populare.

## Opera
- 1906: Cântecele muncii ("Ašhatanki jerger");
- 1907: Cântece revoluționare ("Heghaphochakan jerger");
- 1909: O nouă dimineață ("Nor  arawot");
- 1911: Valurile roșii ("Karmir alik");
- 1922: Zeii s-au sfătuit ("Astwasnerî chossezin");
- 1933: Steluțe roșii ("Karmir astghik").